# GP Vorarlberg 2025
De veertiende editie van de wielerwedstrijd GP Vorarlberg vond plaats op 1 mei 2025. De 144 deelnemers moesten een parcours van 163,1 kilometer in en rond Nenzing afleggen. De wedstrijd maakte deel uit van de UCI Europe Tour, met de categorie 1.2. De Sloveen Jaka Marolt won na een solo van bijna twintig kilometer. Acht seconden later finishte Colin Stüssi als tweede. Weer zes seconden later won Marcin Budziński de sprint om de derde plek.

## Uitslag
| Plaats  | Naam              | Ploeg                        | Tijd     |
| ------- | ----------------- | ---------------------------- | -------- |
| Winnaar | Jaka Marolt       | Factor                       | 3u54'25" |
| 2       | Colin Stüssi      | Vorarlberg                   | + 8"     |
| 3       | Marcin Budziński  | ATT Investments              | + 14"    |
| 4       | Michal Schuran    | United Shipping              | z.t.     |
| 5       | Philipp Hafbauer  | WSA KTM Graz                 | z.t.     |
| 6       | Federico Guzzo    | SC Padovani Polo Cherry Bank | z.t.     |
| 7       | Ole Theiler       | REMBE \| rad-net             | z.t.     |
| 8       | Nils Brun         | MYVELO                       | z.t.     |
| 9       | Johannes Adamietz | REMBE \| rad-net             | z.t.     |
| 10      | Jannis Peter      | Vorarlberg                   | z.t.     |
| 11      | Riccardo Zoidl    | Hrinkow Advarics             | z.t.     |
| 12      | Miguel Heidemann  | REMBE \| rad-net             | z.t.     |
| 13      | Tomáš Sivok       | Pierre Baguette              | z.t.     |
| 14      | Kyrylo Tsarenko   | Solution Tech-Vini Fantini   | + 23"    |
| 15      | Erik Fetter       | United Shipping              | + 25"    |
| 16      | Emanuel Zangerle  | Vorarlberg                   | + 34"    |
| 17      | Loïc Bettendorf   | Hrinkow Advarics             | z.t.     |
| 18      | Matteo Baseggio   | SC Padovani Polo Cherry Bank | + 37"    |
| 19      | Matthew Dodd      | Tirol KTM                    | z.t.     |
| 20      | Thomas Tichler    | WSA KTM Graz                 | + 43"    |